# Taxi (musikalbum)
Taxi är det åttonde studioalbumet av den brittiske sångaren och låtskrivaren Bryan Ferry, släppt den 13 april 1993. Albumet blev en kommersiell och kritisk succé och nådde en andraplats på den brittiska albumlistan, samt fick guldcertifikat i Storbritannien.
Likt Ferrys tre första soloalbum, är Taxi mestadels en samling av Ferrys egna tolkningar av andra artisters låtar. Ferry arbetade med albumet parallellt med uppföljaren Mamouna (1994), ett album som innehåller egenskrivet material och hade arbetstiteln Horoscope. Arbetet med Horoscope vållade Ferry svåra problem och i ett försök att häva sin skrivblockering, spelade han in Taxi.
Låtarna I Put a Spell on You, Will You Love Me Tomorrow och Girl of My Best Friend från albumet släpptes som singlar, alla tre med stor framgång.

## Låtlista
| 1. | I Put a Spell on You      | Screamin' Jay Hawkins                  | 5:27 |
| 2. | Will You Love Me Tomorrow | Gerry Goffin/Carole King               | 4:17 |
| 3. | Answer Me                 | Gerhard Winkler/Fred Rauch/Carl Sigman | 2:46 |
| 4. | Just One Look             | Doris Payne/Gregory Carroll            | 3:32 |
| 5. | Rescue Me                 | Raynard Miner/Carl Smith               | 3:40 |

| 6.           | All Tomorrow's Parties | Lou Reed                   | 5:33  |
| 7.           | Girl of My Best Friend | Beverly Ross/Sam Bobrick   | 3:25  |
| 8.           | Amazing Grace          | Trad. arr. Bryan Ferry     | 4:02  |
| 9.           | Taxi                   | Homer Banks/Charles Brooks | 5:31  |
| 10.          | Because You're Mine    | Ferry                      | 1:44  |
| Total längd: | Total längd:           | Total längd:               | 39:09 |